# Corsia lamellata
Corsia lamellata là một loài thực vật có hoa trong họ Corsiaceae. Loài này được Schltr. miêu tả khoa học đầu tiên năm 1912.